# Quilen
Pour les articles homonymes, voir Quillen.
Quilen est une commune française située dans le département du Pas-de-Calais en région Hauts-de-France. Ses habitants sont appelés les Quilennois. La commune est membre de la communauté de communes du Haut Pays du Montreuillois.

## Géographie

### Localisation
Localisée dans le sud-ouest du département du Pas-de-Calais, Quilen est une commune rurale située, à vol d'oiseau, à 14 km à l'ouest de la commune de Fruges et à 14 km au nord-est de la commune de Montreuil-sur-Mer (chef-lieu d'arrondissement).
Le territoire de la commune est limitrophe de ceux de quatre communes.
Les communes limitrophes sont Maninghem, Bimont, Herly et Saint-Michel-sous-Bois.

### Géologie et relief
La superficie de la commune est de 4,06 km2 ; son altitude varie de 86  à   192 m.

### Hydrographie

#### Réseau hydrographique
La commune, située dans le bassin Artois-Picardie, est, selon le Service d'administration nationale des données et référentiels sur l'eau (Sandre), drainée par un cours d'eau au toponyme hydrographique inconnu, d'une longueur de 2,81 km qui prend sa source dans la commune et y termine sa course,,.

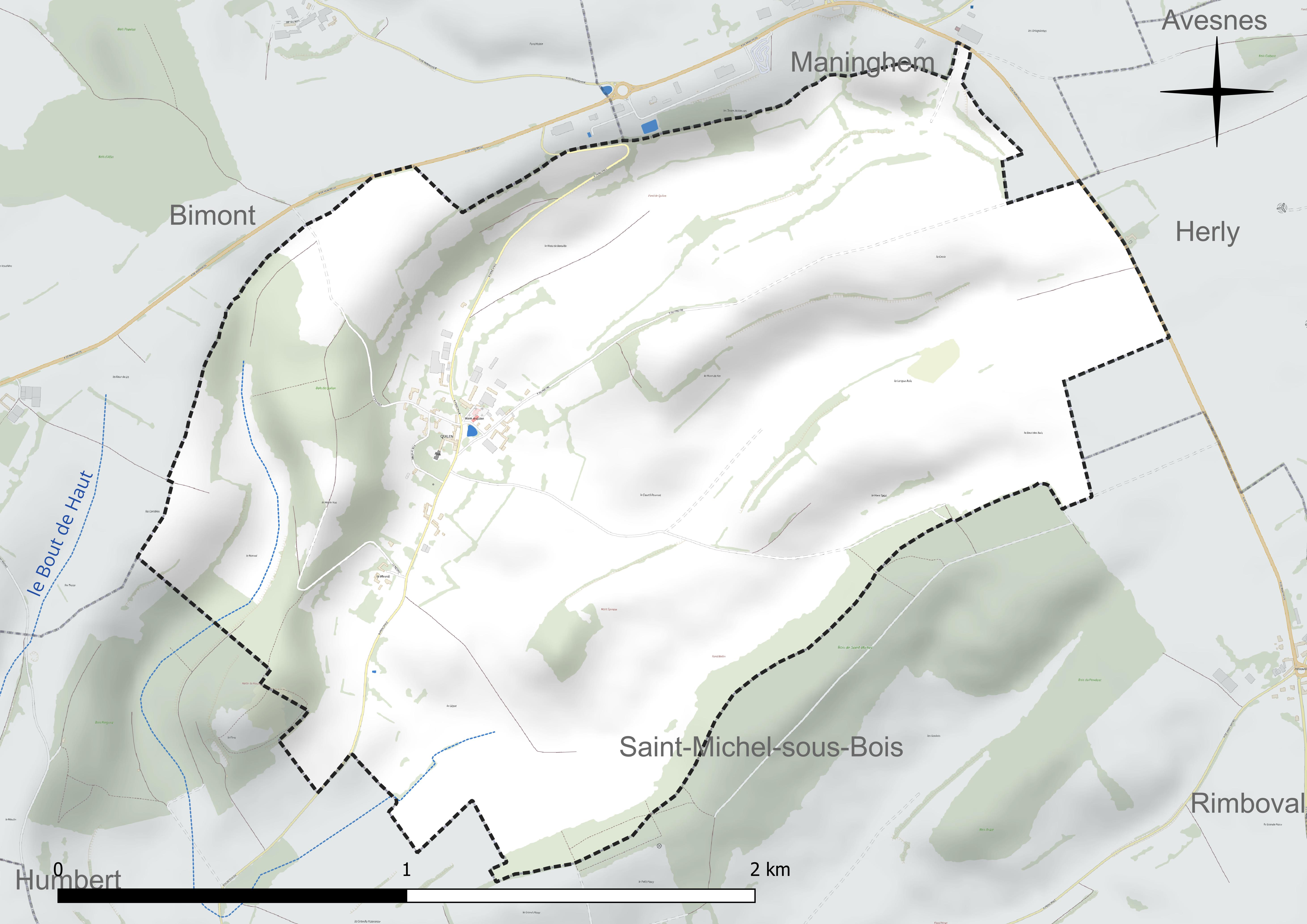
Réseau hydrographique de Quilen.

#### Gestion et qualité des eaux
Le territoire communal est couvert par le schéma d'aménagement et de gestion des eaux (SAGE) « Canche ». Ce document de planification concerne un territoire de 1 391 km2 de superficie, délimité par le bassin versant de la Canche. Le périmètre a été arrêté le 26 février 1999 et le SAGE proprement dit a été approuvé le 3 octobre 2011, puis modifié le 4 juillet 2014. La structure porteuse de l'élaboration et de la mise en œuvre est le syndicat mixte Canche et Authie (Symcéa).
La qualité des cours d'eau peut être consultée sur un site dédié géré par les agences de l'eau et l'Agence française pour la biodiversité.

### Climat
Pour des articles plus généraux, voir Climat des Hauts-de-France et Climat du Nord-Pas-de-Calais.
En 2010, le climat de la commune est de type climat océanique franc, selon une étude du CNRS s'appuyant sur une série de données couvrant la période 1971-2000. En 2020, Météo-France publie une typologie des climats de la France métropolitaine dans laquelle la commune est exposée à un climat océanique et est dans la région climatique Côtes de la Manche orientale, caractérisée par un faible ensoleillement (1 550 h/an) ; forte humidité de l'air (plus de 20 h/jour avec humidité relative > 80 % en hiver), vents forts fréquents.
Pour la période 1971-2000, la température annuelle moyenne est de 10,1 °C, avec une amplitude thermique annuelle de 13 °C. Le cumul annuel moyen de précipitations est de 944 mm, avec 13,4 jours de précipitations en janvier et 8,9 jours en juillet. Pour la période 1991-2020, la température moyenne annuelle observée sur la station météorologique la plus proche, située sur la commune de Radinghem à 14 km à vol d'oiseau, est de 10,5 °C et le cumul annuel moyen de précipitations est de 1 038,1 mm,. Pour l'avenir, les paramètres climatiques de la commune estimés pour 2050 selon différents scénarios d'émission de gaz à effet de serre sont consultables sur un site dédié publié par Météo-France en novembre 2022.

### Paysages
Pour un article plus général, voir Paysage en France.
La commune est située dans le « paysage montreuillois » tel que défini dans l'atlas des paysages de la région Nord-Pas-de-Calais, conçu par la direction régionale de l'Environnement, de l'Aménagement et du Logement (DREAL),. Ce paysage, qui concerne 98 communes, se délimite : à l'Ouest par des falaises qui, avec le recul de la mer, ont donné naissance aux bas-champs ourlées de dunes ; au Nord par la boutonnière du Boulonnais ; au sud par le vaste plateau formé par la vallée de l'Authie, et à l'Est par les paysages du Ternois et de Haut-Artois. Ce paysage régional, avec, dans son axe central, la vallée de la Canche et ses nombreux affluents comme la Course, la Créquoise, la Planquette…, offre une alternance de vallées et de plateaux, appelée « ondulations montreuilloises ». Dans ce paysage, et plus particulièrement sur les plateaux, on cultive la betterave sucrière, le blé et le maïs, et les plateaux entre la Ternoise et la Créquoise sont couverts de vastes massifs forestiers comme la forêt d'Hesdin, les bois de Fressin, Sains-lès-Fressin, Créquy….

### Milieux naturels et biodiversité

#### Zone naturelle d'intérêt écologique, faunistique et floristique
L'inventaire des zones naturelles d'intérêt écologique, faunistique et floristique (ZNIEFF) a pour objectif de réaliser une couverture des zones les plus intéressantes sur le plan écologique, essentiellement dans la perspective d'améliorer la connaissance du patrimoine naturel national et de fournir aux différents décideurs un outil d'aide à la prise en compte de l'environnement dans l'aménagement du territoire.
Le territoire communal comprend une ZNIEFF de type 1 : le bois de Quilen et le coteau de la motte du moulin. Cette ZNIEFF correspond à une colline crayeuse à partie sommitale avec affleurement de craie grise (Turonien supérieur) et dont les flancs de marnes crayeuses (Turonien moyen) sont principalement occupés par des boisements neutrophiles à neutro-calcicoles.

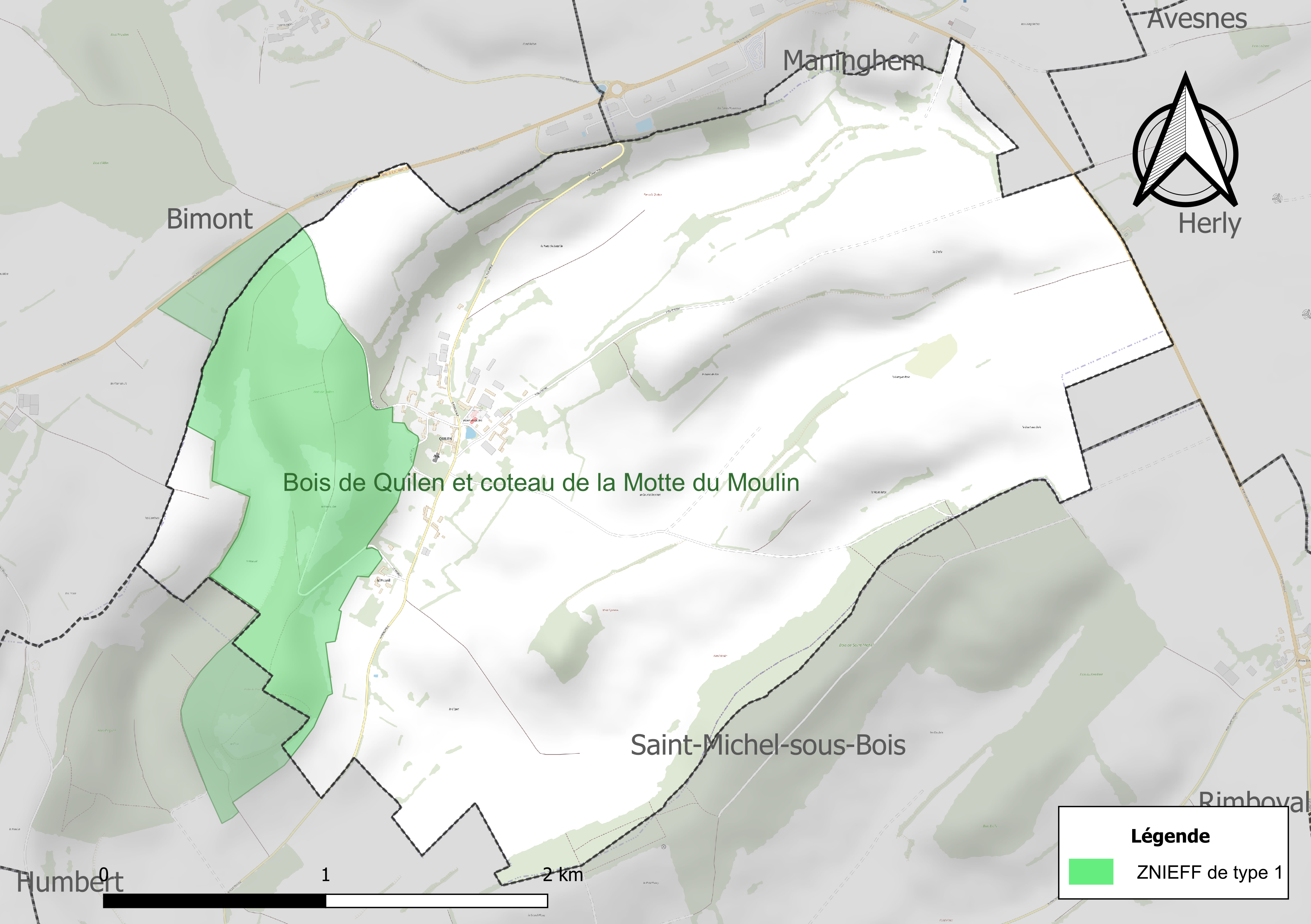
Carte de la ZNIEFF sur la commune.

#### Espèces faunistiques et floristiques
L’Inventaire national du patrimoine naturel (INPN) recense plusieurs espèces faunistiques et floristiques sur le territoire de la commune dont certaines sont protégées et d’autres menacées et quasi-menacées.

## Urbanisme

### Typologie
Au 1er janvier 2024, Quilen est catégorisée commune rurale à habitat très dispersé, selon la nouvelle grille communale de densité à sept niveaux définie par l'Insee en 2022.
Elle est située hors unité urbaine et hors attraction des villes,.

### Occupation des sols
L'occupation des sols de la commune, telle qu'elle ressort de la base de données européenne d'occupation biophysique des sols Corine Land Cover (CLC), est marquée par l'importance des territoires agricoles (89,5 % en 2018), une proportion sensiblement équivalente à celle de 1990 (89,9 %). La répartition détaillée en 2018 est la suivante : 
terres arables (45,4 %), prairies (35,7 %), forêts (10,5 %), zones agricoles hétérogènes (8,4 %). L'évolution de l'occupation des sols de la commune et de ses infrastructures peut être observée sur les différentes représentations cartographiques du territoire : la carte de Cassini (XVIIIe siècle), la carte d'état-major (1820-1866) et les cartes ou photos aériennes de l'IGN pour la période actuelle (1950 à aujourd'hui).

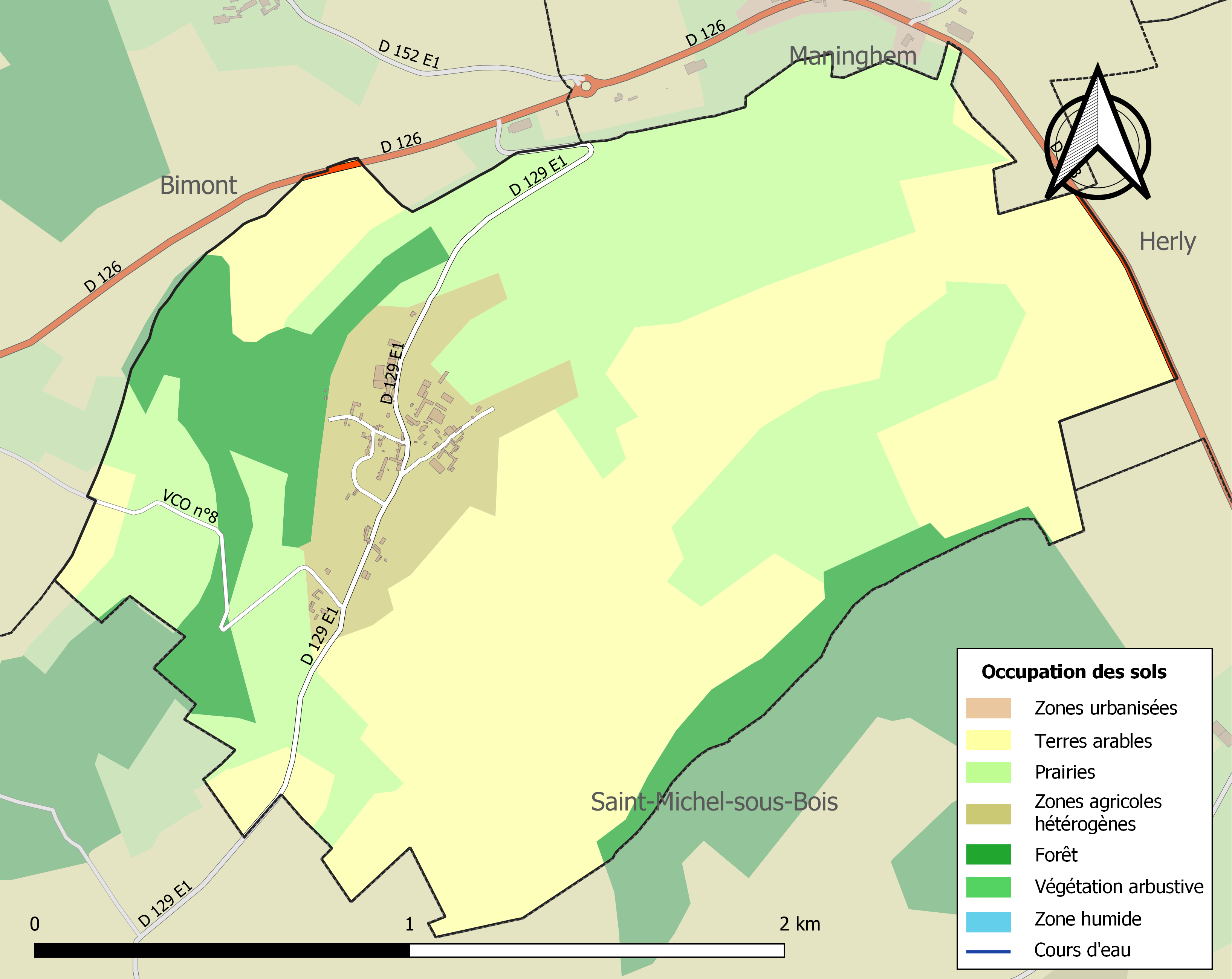
Carte des infrastructures et de l'occupation des sols de la commune en 2018 (CLC).

## Toponymie
Le nom de la localité est attesté sous les formes Kilhem en 1134 ; Killen, Quillem en 1297 ; Quillen en 1331 ; Quilen en 1479 ; Quillem en 1544 ; Quilain en 1696 ; Quilan en 1742 ; Quilen en 1793 et depuis 1801.
Il s'agit d'une formation toponymique médiévale constituée de l'anthroponyme germanique Chillo, suivi de l'appellatif heim « foyer, demeure, village », d'où le sens global de « demeure de Chillo ».

## Politique et administration

### Découpage territorial
La commune se trouve dans l'arrondissement de Montreuil du département du Pas-de-Calais.

#### Commune et intercommunalités
La commune est membre de la communauté de communes du Haut Pays du Montreuillois qui regroupe 49 communes et totalise 15 703 habitants en 2021.

#### Circonscriptions administratives
La commune est rattachée au canton de Lumbres.

#### Circonscriptions électorales
Pour l'élection des députés, la commune fait partie de la quatrième circonscription du Pas-de-Calais.

### Élections municipales et communautaires

#### Liste des maires
| Période                                  | Période                    | Identité                    | Étiquette | Qualité                                                                     |
| ---------------------------------------- | -------------------------- | --------------------------- | --------- | --------------------------------------------------------------------------- |
| Les données manquantes sont à compléter. |                            |                             |           |                                                                             |
| mars 1959                                | juillet 1979               | Gabriel de La Gorce         |           |                                                                             |
| 1979                                     | 1983                       | Marie-Valentine de La Gorce |           |                                                                             |
| mars 2001                                | 2008                       | Jean-Michel Vasseur         |           |                                                                             |
| mars 2008                                | En cours (au 3 avril 2022) | Pascal Caron                |           | Agriculteur Réélu pour le mandat 2014-2020, Réélu pour le mandat 2020-2026, |

## Population et société

### Démographie
Les habitants sont appelés les Quilennois.

#### Évolution démographique
L'évolution du nombre d'habitants est connue à travers les recensements de la population effectués dans la commune depuis 1793. Pour les communes de moins de 10 000 habitants, une enquête de recensement portant sur toute la population est réalisée tous les cinq ans, les populations de référence des années intermédiaires étant quant à elles estimées par interpolation ou extrapolation. Pour la commune, le premier recensement exhaustif entrant dans le cadre du nouveau dispositif a été réalisé en 2005.

En 2022, la commune comptait 65 habitants, en évolution de +12,07 % par rapport à 2016 (Pas-de-Calais : −0,72 %, France hors Mayotte : +2,11 %).
| 1793 | 1800 | 1806 | 1821 | 1831 | 1836 | 1841 | 1846 | 1851 |
| ---- | ---- | ---- | ---- | ---- | ---- | ---- | ---- | ---- |
| 180  | 166  | 156  | 166  | 162  | 141  | 170  | 159  | 148  |

| 1856 | 1861 | 1866 | 1872 | 1876 | 1881 | 1886 | 1891 | 1896 |
| ---- | ---- | ---- | ---- | ---- | ---- | ---- | ---- | ---- |
| 145  | 135  | 140  | 134  | 128  | 139  | 135  | 120  | 116  |

| 1901 | 1906 | 1911 | 1921 | 1926 | 1931 | 1936 | 1946 | 1954 |
| ---- | ---- | ---- | ---- | ---- | ---- | ---- | ---- | ---- |
| 115  | 113  | 127  | 104  | 100  | 99   | 95   | 89   | 74   |

| 1962 | 1968 | 1975 | 1982 | 1990 | 1999 | 2005 | 2006 | 2010 |
| ---- | ---- | ---- | ---- | ---- | ---- | ---- | ---- | ---- |
| 70   | 69   | 82   | 74   | 62   | 61   | 60   | 61   | 58   |

| 2015 | 2020 | 2022 | - | - | - | - | - | - |
| ---- | ---- | ---- | - | - | - | - | - | - |
| 58   | 66   | 65   | - | - | - | - | - | - |

#### Pyramide des âges
La population de la commune est relativement jeune.
En 2018, le taux de personnes d'un âge inférieur à 30 ans s'élève à 41,0 %, soit au-dessus de la moyenne départementale (36,7 %). À l'inverse, le taux de personnes d'âge supérieur à 60 ans est de 24,3 % la même année, alors qu'il est de 24,9 % au niveau départemental.
En 2018, la commune comptait 29 hommes pour 33 femmes, soit un taux de 53,23 % de femmes, légèrement supérieur au taux départemental (51,50 %).
Les pyramides des âges de la commune et du département s'établissent comme suit.
| Hommes | Classe d’âge | Femmes |
| ------ | ------------ | ------ |
| 0,0    | 90 ou +      | 2,9    |
| 3,2    | 75-89 ans    | 5,7    |
| 19,4   | 60-74 ans    | 17,1   |
| 12,9   | 45-59 ans    | 8,6    |
| 25,8   | 30-44 ans    | 22,9   |
| 12,9   | 15-29 ans    | 17,1   |
| 25,8   | 0-14 ans     | 25,7   |

| Hommes | Classe d’âge | Femmes |
| ------ | ------------ | ------ |
| 0,5    | 90 ou +      | 1,6    |
| 5,6    | 75-89 ans    | 8,9    |
| 16,7   | 60-74 ans    | 18,1   |
| 20,2   | 45-59 ans    | 19,2   |
| 18,9   | 30-44 ans    | 18,1   |
| 18,2   | 15-29 ans    | 16,2   |
| 19,9   | 0-14 ans     | 17,9   |

## Culture locale et patrimoine

### Lieux et monuments
- L'église Saint-Pierre sur la place du village, en brique rouge et ardoise.

Rebâtie au milieu du XIXe siècle à l'emplacement d'une église du XVe siècle détruite par un incendie. Son clocher héberge une cloche gravée de l'année 1443 et classée au titre d'objet aux monuments historiques depuis 1908. Les fonts baptismaux qui seraient du XVIIe siècle ou XVIIIe siècle sont inscrits au titre d'objet aux monuments historiques depuis 1973. L'église a été restaurée depuis 2018 grâce à la mobilisation de la municipalité et de ses habitants.
Le chœur, éclairé par un vitrail, s'adjoint deux petites chapelles ayant chacune leur propre vitrail.

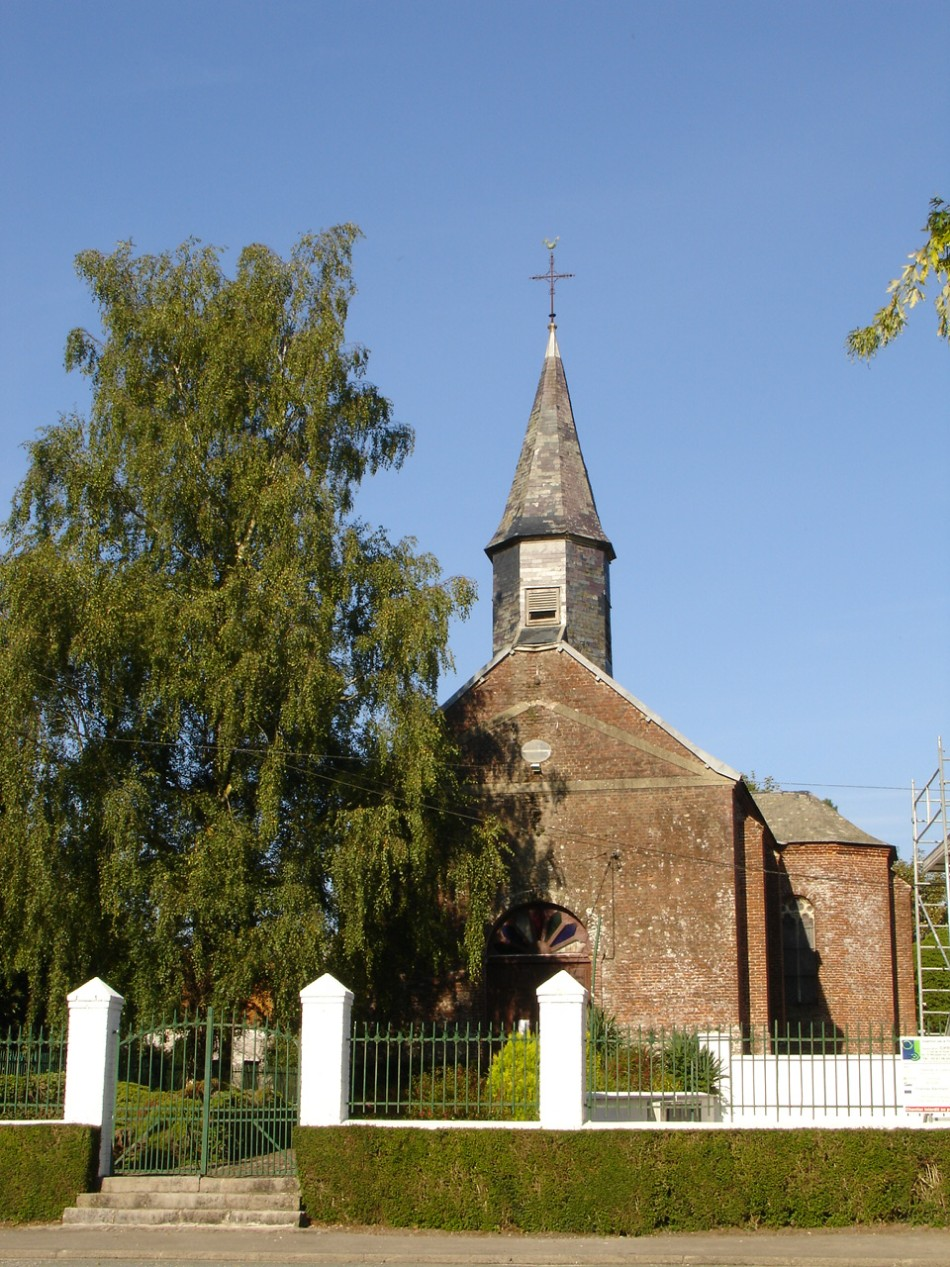
L'église Saint-Pierre
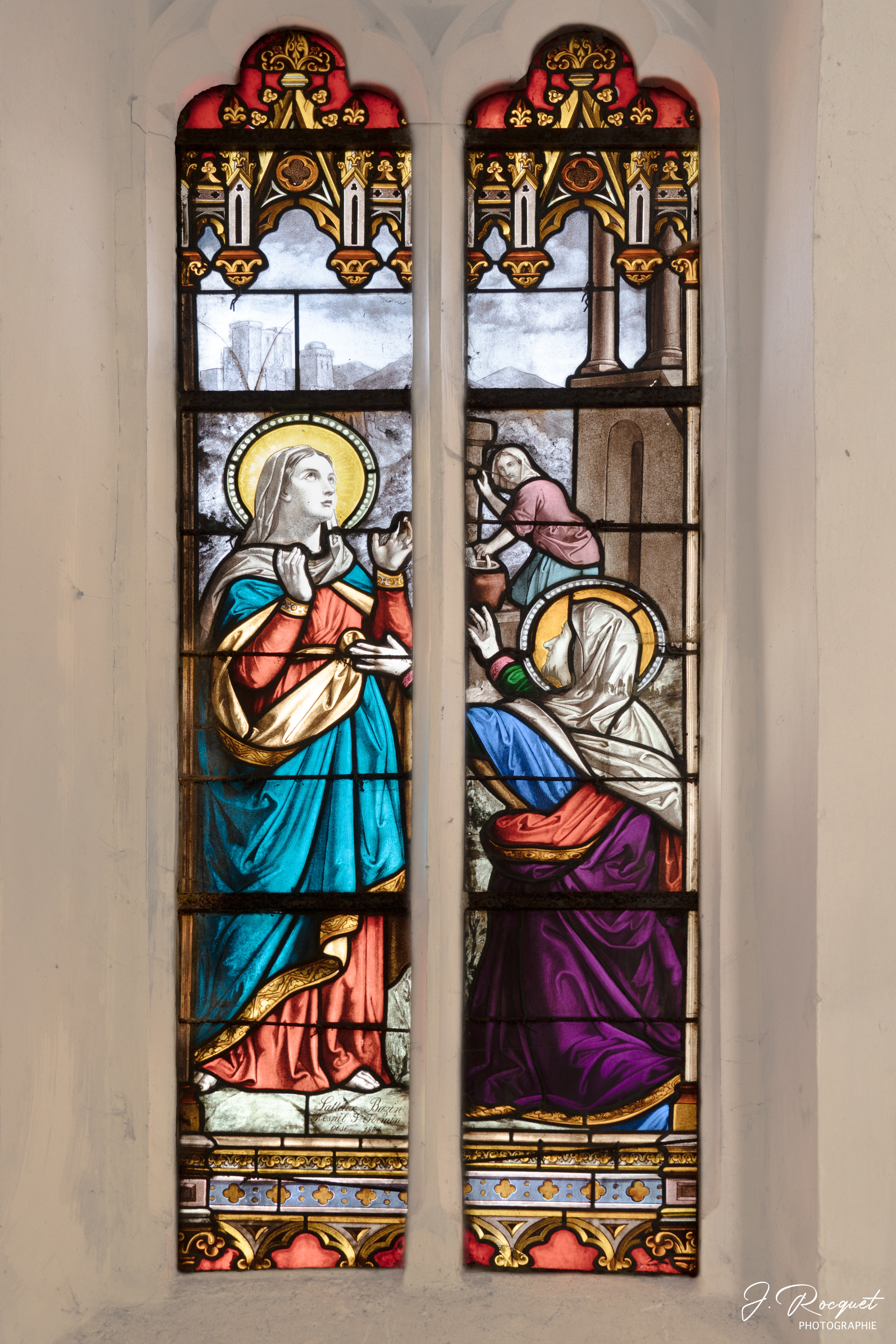
Vitrail de la chapelle de gauche.
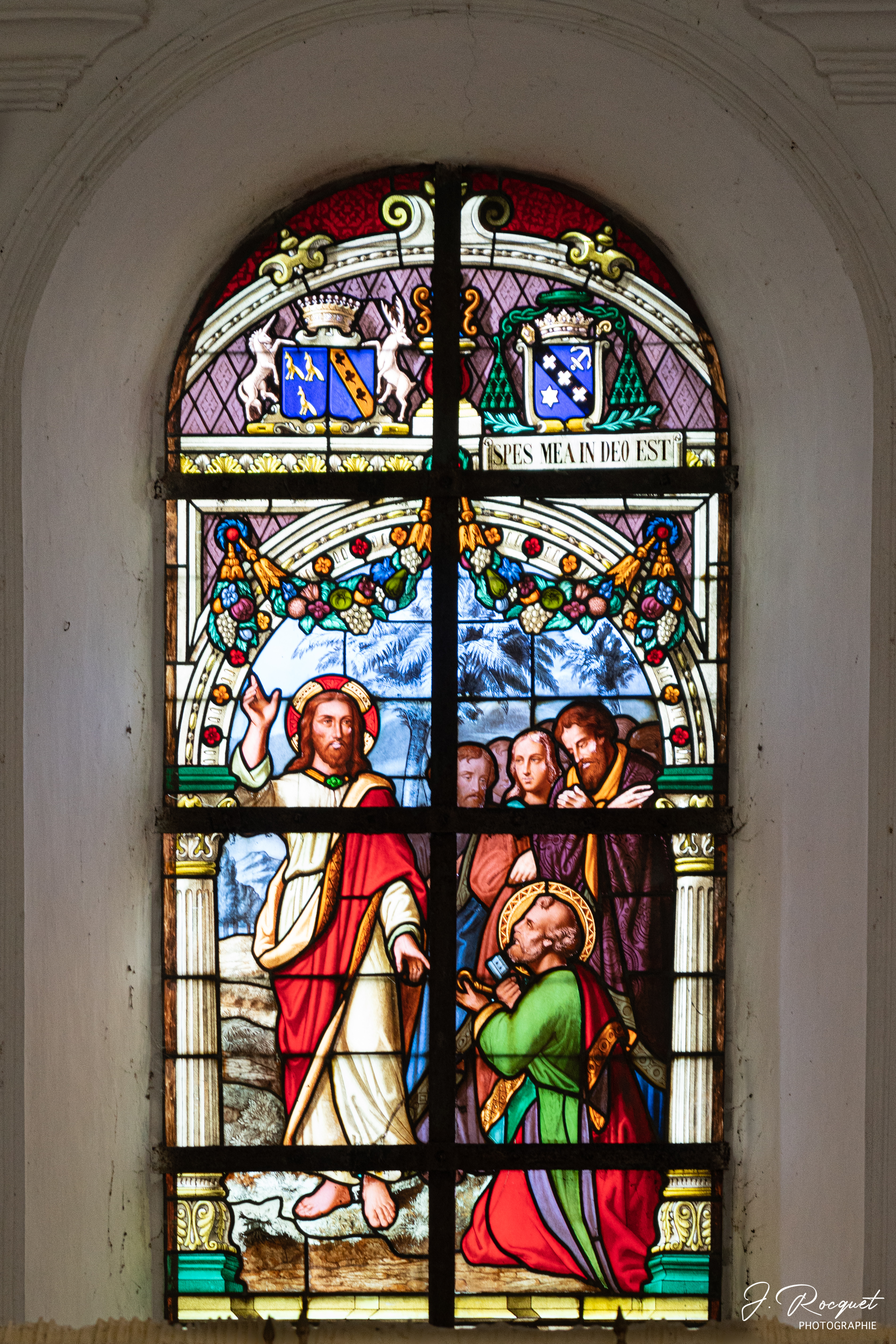
Vitrail central du chœur.
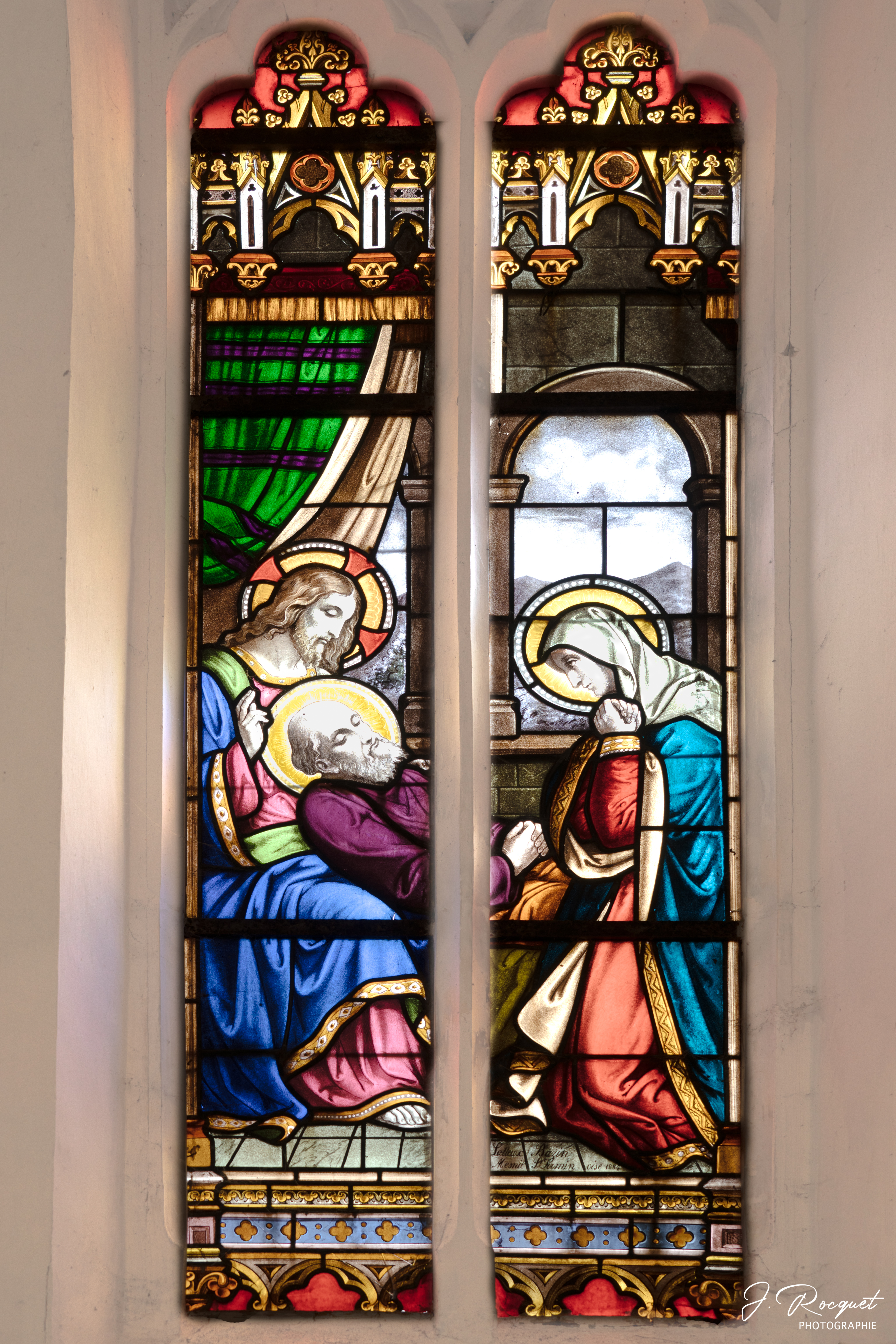
Vitrail de la chapelle de droite.
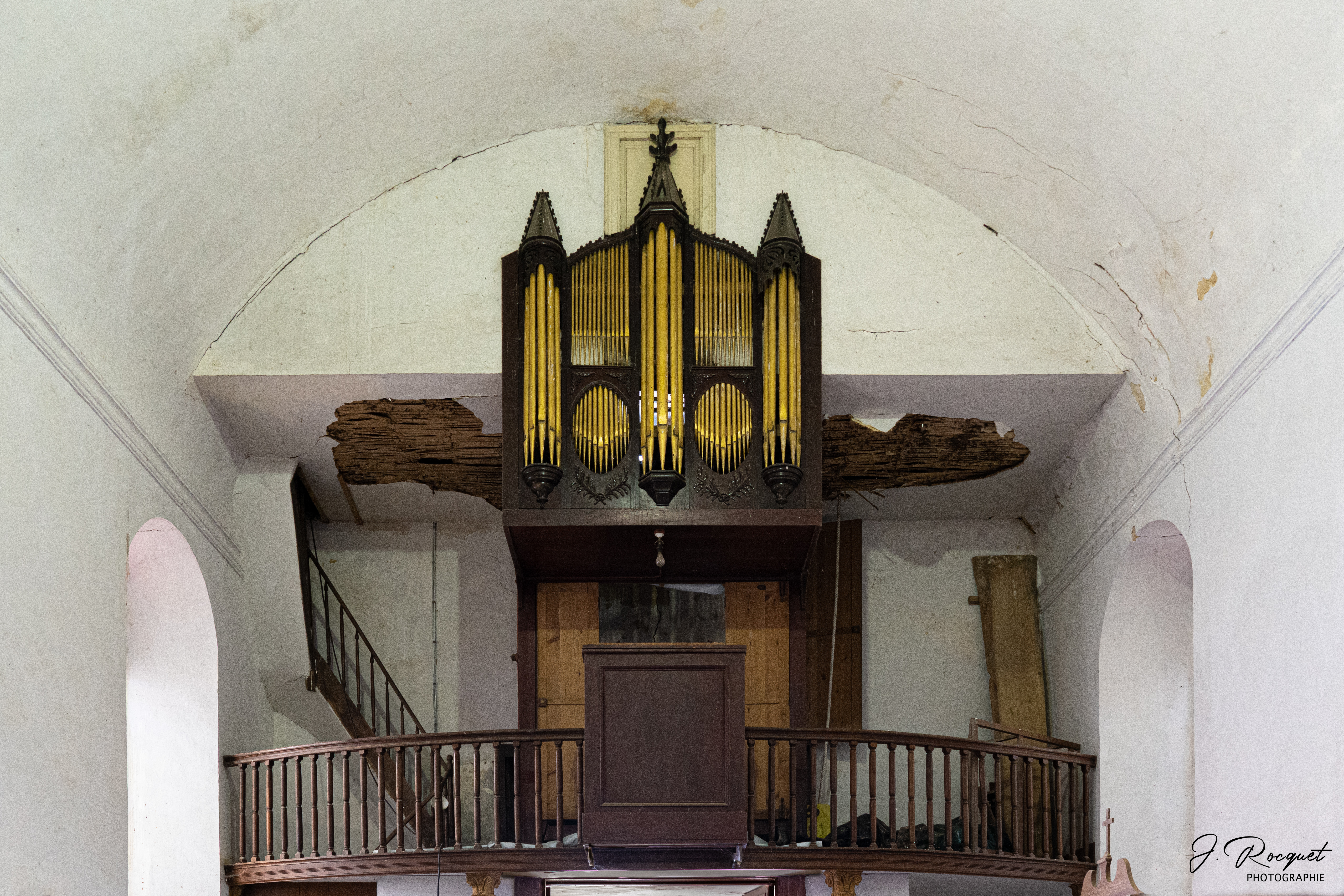
Petit orgue au dessus de l'entrée.

- Le château de la famille de La Gorce (privé).

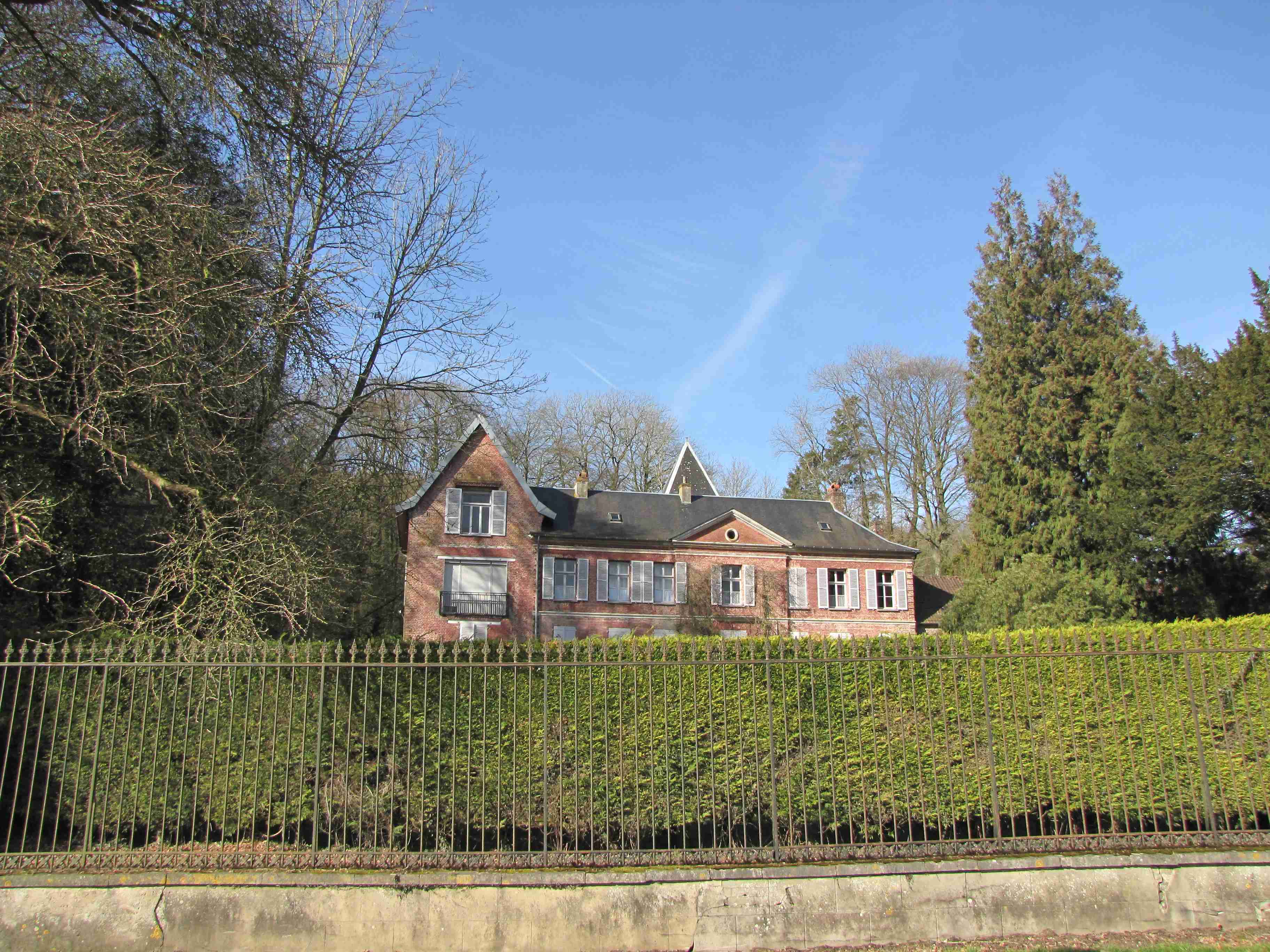
Le château.

- La plaque commémorative de la Première Guerre mondiale dans l'église faisant office de monument[36].
- La mare (« flot » en langage patoisant) sur la place du village.
- La vallée du Bras de Bronne (cette rivière prend en partie sa source dans les fonds de Quilen).
- Le site de la haute vue (panoramique sur la vallée du Bras de Brosne et ses environs).

### Héraldique
| Blason de Quilen | Blason  | De sable à la croix ancrée d'argent cantonnée de quatre doloires du même, aux 1er et 4e posées en barre, aux 2e et 3e posées en bande, les taillants vers le cœur. |
| Blason de Quilen | Détails | Armes de Jacques des Groseilliers, écuyer, seigneur de Saint-Léger, de Neuvireuil et de Quilen au XVIIe siècle, maître des eaux et forêts de Picardie, auxquelles ont été ajoutées quatre doloires qui évoquent la famille De Renty, dont sont issus les seigneurs de Quilen au XVe siècle. Adopté par la municipalité. |

## Pour approfondir

#### Bases de données, dictionnaires et encyclopédies
- Ressources relatives à la géographie :   - Insee (communes)
  - Ldh/EHESS/Cassini
- Ressource relative à plusieurs domaines :   - Annuaire du service public français
- Notices d'autorité :   - BnF (données)